# Роке Ольсен
Роке Херман Ольсен Фонтана (ісп. Roque Germán Olsen Fontana; 9 вересня 1925, Саус де Луна, Аргентина — 15 червня 1992, Севілья, Іспанія) — аргентинський футболіст, що грав на позиції нападника. По завершенні ігрової кар'єри — тренер.
Виступав, зокрема, за клуби «Патронато» та «Реал Мадрид».
Чемпіон Аргентини. Триразовий чемпіон Іспанії. Дворазовий володар Кубка чемпіонів УЄФА. Володар Кубка ярмарків (як тренер).

## Ігрова кар'єра
У дорослому футболі дебютував 1944 року виступами за команду клубу «Патронато», в якій провів п'ять сезонів.
Згодом з 1949 по 1950 рік грав у складі команд клубів «Тігре» та «Расинг» (Авельянеда). Протягом цих років виборов титул чемпіона Аргентини.
Своєю грою за останню команду привернув увагу представників тренерського штабу клубу «Реал Мадрид», до складу якого приєднався 1950 року. Відіграв за королівський клуб наступні сім сезонів своєї ігрової кар'єри. За цей час додав до переліку своїх трофеїв три титули чемпіона Іспанії, ставав володарем Кубка чемпіонів УЄФА (двічі).
Завершив професійну ігрову кар'єру у клубі «Кордова», за команду якого виступав протягом 1957—1959 років.

## Кар'єра тренера
Розпочав тренерську кар'єру відразу ж по завершенні кар'єри гравця, 1959 року, очоливши тренерський штаб клубу «Кордова». 1963 року став головним тренером команди «Депортіво», тренував клуб з Ла-Коруньї один рік.
Згодом протягом 1964—1965 років очолював тренерський штаб клубу «Реал Сарагоса». 1965 року прийняв пропозицію попрацювати у клубі «Барселона». Залишив каталонський клуб 1967 року.
Протягом одного року, починаючи з 1967, був головним тренером команди «Реал Сарагоса». 1969 року був запрошений керівництвом клубу «Сельта Віго» очолити його команду, з якою пропрацював до 1970 року.
З 1970 і по 1971 рік очолював тренерський штаб команди «Депортіво». 1974 року став головним тренером команди «Севілья», тренував клуб з Севільї два роки.
Згодом протягом 1980—1981 років очолював тренерський штаб клубу «Рекреатіво». 1989 року прийняв пропозицію попрацювати у клубі «Севілья». Залишив клуб з Севільї 1989 року.
Протягом тренерської кар'єри також очолював команди клубів «Ельче» та «Лас-Пальмас». Останнім місцем тренерської роботи був клуб «Лас-Пальмас», головним тренером команди якого Роке Ольсен був з 1991 по 1992 рік.
Помер 15 червня 1992 року на 67-му році життя у місті Севілья.

## Досягнення

### Як гравця
- Чемпіон Аргентини:

«Расинг» (Авельянеда): 1950
- Чемпіон Іспанії:

«Реал Мадрид»: 1953–1954, 1954–1955, 1956–1957
- Володар Кубка чемпіонів УЄФА:

«Реал Мадрид»: 1955–1956, 1956–1957

### Як тренера
- Володар Кубка ярмарків:

«Барселона»: 1965–1966